# Jaroslav Plašil
Jaroslav Plašil (n. 5 ianuarie 1982, Opočno, Cehoslovacia, astăzi în Cehia) este un fotbalist ceh care joacă pentru clubul francez de primă ligă Girondins de Bordeaux.